# Jakub Górka
Jakub Górka (ur. 16 lipca 1864 w Borzęcinie, zm. 8 marca 1917 w Tarnowie) – polski duchowny katolicki, historyk Kościoła katolickiego, wykładowca  Wyższego Seminarium Duchownego w Tarnowie.

## Życiorys
Urodził się w rodzinie chłopskiej jako syn Antoniego i Agnieszki z domu Nowak. Miał pięcioro rodzeństwa. Szkołę podstawową ukończył w rodzinnej miejscowości i w Tarnowie, a gimnazjum w Tarnowie (matura w 1885 roku). W gimnazjum należał do najlepszych uczniów i dlatego otrzymał stypendium ufundowane przez biskupa Pukalskiego. Po wstąpieniu do Seminarium Duchownego od razu zwrócił na siebie uwagę jako zdolny i pobożny alumn. Przyjaźnił się z późniejszym generałem jezuitów Władysławem Ledóchowskim. Po przyjęciu święceń kapłańskich w 1889 roku z rąk bpa Ignacego Łobosa pracował jako wikariusz w Wierzchosławicach i w Chełmie. W 1890 r. został skierowany na studia z historii Kościoła w Wiedniu, które zakończył doktoratem. Po powrocie do Tarnowa w 1893 roku objął stanowisko wykładowcy historii Kościoła w seminarium duchownym i pracował w tym charakterze do końca życia. Działał w organizacjach religijnych i charytatywnych. W marcu 1901 roku wybrano go prezesem Stowarzyszenia Katolickiej Młodzieży Rękodzielniczej i Przemysłowej „Ojczyzna". Od 1903 roku był moderatorem Sodalicji Mariańskiej Panów, która m.in. otaczała opieką stancje uczniów szkół średnich i prowadziła tanią kuchnię. Był jednocześnie moderatorem Sodalicji czeladników-rękodzielników, którą założono 2 lutego 1904 roku. Sprawował także funkcje cenzora ksiąg religijnych, kierownika diecezjalnego Stowarzyszenia św. Piotra Klawera, sekretarza Arcybractwa Wieczystej Adoracji Najświętszego Sakramentu, rektora stowarzyszenia „Perseverantia Sacerdotalis" i radnego miasta Tarnowa. Oprócz tego znajdował czas na słuchanie spowiedzi, głoszenie kazań i konferencji.
Ks. Górka odbywał liczne podróże, zajmując się m.in. pracą duszpasterską w polskich emigracyjnych środowiskach robotniczych we Francji. Badał też sprawę grobowca Bolesława Śmiałego w Ossjaku.

## Działalność pisarska i publicystyczna
Ogłosił szereg prac z historii Kościoła, m.in. Życie św. Anieli Merici i założonego przez nią zakonu urszulanek (1901), Dziewica Orleańska (1911), Żywot i dzieła Bartłomieja Holzhausera (1908), Ks. Wojciech Blaszyński proboszcz w Sidzinie (1914). Publikował na łamach tygodników i dzienników, był również autorem Wspomnień z podróży (1904). Tłumaczył na język polski m.in. Kazania wielkopostne włoskiego duchownego Paolo Segneriego (1902).